# Declaración de Berlín

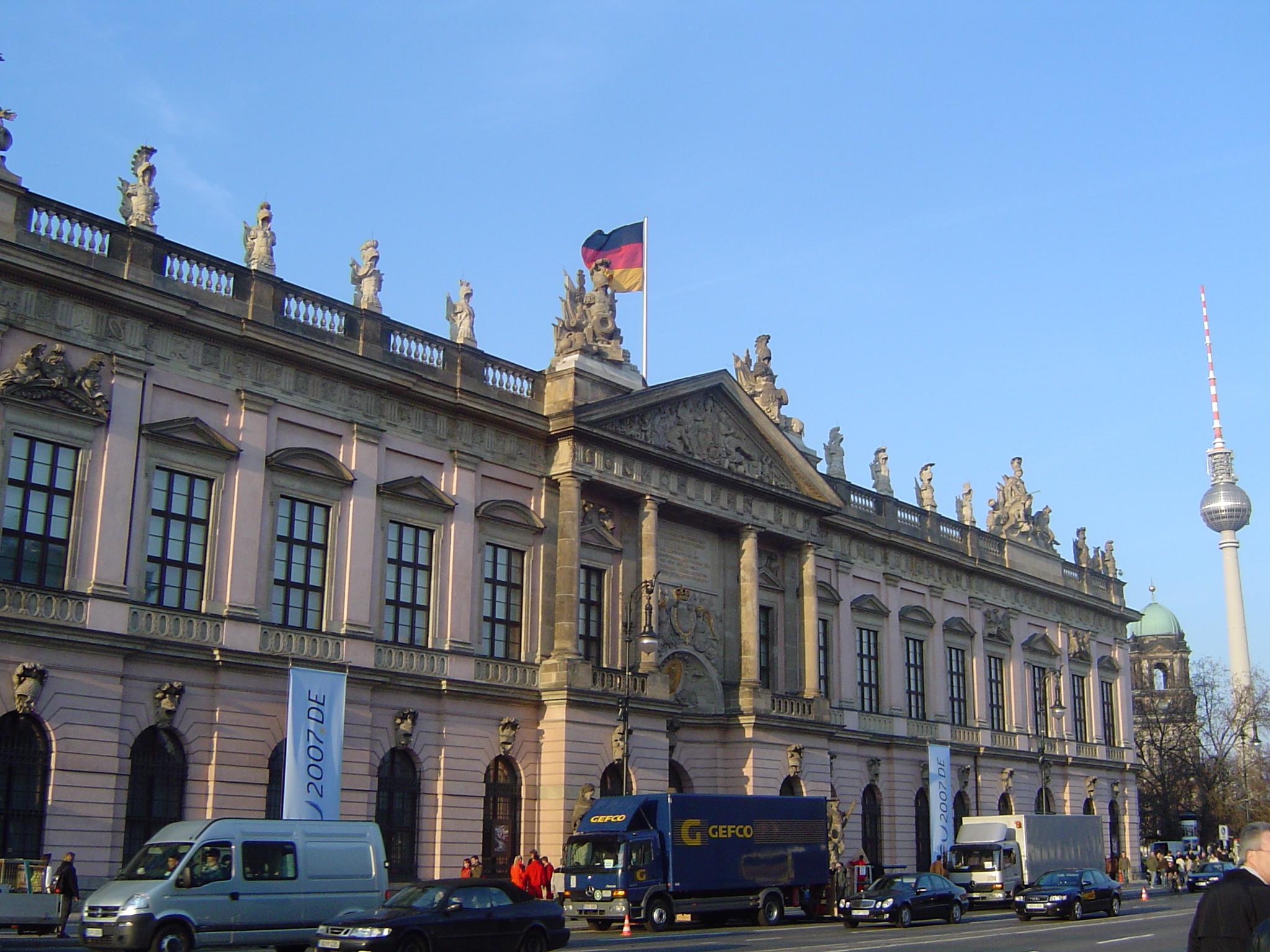
Museo de Historia Alemana, engalanado para la ocasión.

La Declaración de Berlín es un texto que fue publicado por el Consejo Europeo el 25 de marzo de 2007 con motivo del quincuagésimo aniversario de la firma de los Tratados de Roma.

## Historia
La idea de suscribir una declaración con motivo del quincuagésimo aniversario de los Tratados de Roma surgió en la cumbre del Consejo Europeo de junio de 2006 en Bruselas. El objetivo principal era remarcar la importancia que tuvieron los Tratados de Roma de 1957, que instituyeron la Comunidad Económica Europea (CEE)
y Comunidad Europea de la Energía Atómica (Euratom), considerados junto con el Tratado Constitutivo de la Comunidad Europea del Carbón y del Acero (CECA) los "Tratados Constitutivos" de las Comunidades Europeas.
Los seis firmantes de dichos Tratados: Alemania, Francia, Italia, Bélgica, Países Bajos y Luxemburgo, firmaron también el Tratado de fusión (o Tratado de Bruselas) de 1965 que estableció un único poder ejecutivo para las tres, y sería el embrión de la futura Unión Europea (UE).
Otro de los objetivos planteados en la cumbre de 2006 fue el de recordar y reafirmar el compromiso compartido con "los valores y ambiciones" de Europa.
La presidencia alemana realizó consultas bilaterales con los designados por los Estados miembros sobre el contenido de la declaración y tanto el Parlamento Europeo como la Comisión Europea presentaron algunas propuestas, como la del primer ministro de Luxemburgo y presidente de la Eurozona, Jean-Claude Juncker de citar al euro.
Propuestas como la expuesta por Hans-Gert Pöttering de crear un Museo de Historia de la Unión Europea y un galardón para premiar el compromiso de los jóvenes con la idea europea, no fueron incluido en la declaración final.

### Contexto
La UE se basa en los Tratados Constitutivos (Tratados de Roma) y los Tratados y Actas que los modifican (Bruselas, Maastricht, Ámsterdam, Niza y Tratados de Adhesión) que fijan sus normas de funcionamiento y actuación. Un nuevo documento (conocido técnicamente como Tratado por el que se establece una Constitución para Europa), que reemplazaría dichos tratados y sería similar a la constitución de un país, fue rechazado por dos refrendos celebrados en Francia y Países Bajos en la primavera de 2005.
Desde entonces la UE ha visto estancada la reforma institucional. Por ello y sumado a otras razones la declaración de Berlín no menciona al Tratado constitucional.

## La declaración
Tras la cumbre informal realizada en el Museo de Historia Alemana de Berlín, la Canciller de Alemania Angela Merkel en su condición de Presidente del Consejo Europeo, así como José Manuel Durão Barroso Presidente de la Comisión Europea y Hans-Gert Pöttering, Presidente del Parlamento Europeo, firmaron e hicieron pública una declaración política que recogía los "valores y ambiciones" de la Unión.
Extracto

"Durante siglos Europa ha sido una idea, una esperanza de paz y entendimiento. Esta esperanza se ha hecho realidad. La unificación europea nos ha procurado paz y bienestar, ha cimentado nuestra comunidad y superado nuestras contradicciones."

Puntos destacados
- Luchar juntos contra el terrorismo, la delincuencia organizada y la inmigración ilegal.
- Llevar la iniciativa en política energética y protección del clima.
- Dotar a la Unión Europea de fundamentos comunes renovados antes de las elecciones al Parlamento Europeo de 2009.